# Asociación Internacional para la Evaluación del Rendimiento Educativo
La Asociación Internacional para la Evaluación del Rendimiento Educativo (IEA por sus siglas en inglés) es una organización internacional independiente, que reúne los esfuerzos de instituciones y entidades de investigación de varios países en materia de la educación obligatoria. La IEA lleva a cabo estudios comparativos entre los distintos países en materia de educación, cuyos resultados publica periódicamente. Sus informes son considerados de gran relevancia por las asociaciones pedagógicas y el estándar del sector, por lo que son muy tenidos en cuenta por los gobiernos de numerosos países.

## Centros y actividades
La IEA tiene sus oficinas en Ámsterdam, Países Bajos (sede y administración) y en Hamburgo, Alemania (centro de investigación y unidad de procesamiento de datos). Desde su fundación en 1958, ha realizado más de una treintena de tipos de estudios sobre los logros estudiantiles y otros parámetros pedagógicos y educacionales. Sus actividades se han centrado tradicionalmente en las áreas de la matemática, las ciencias, la lectura, la comprensión, la educación cívica y la informática, además de la educación pedagógica (formación del profesorado), entre otros.
Entre los estudios más conocidos de la IEA está el TIMSS (Estudio de las Tendencias en Matemáticas y Ciencias), de divulgación global, que evalúa los conocimientos en matemáticas y ciencias de los alumnos de los grados cuarto y octavo de todo el mundo. Otra evaluación popular de la organización en el PIRLS (Estudio Internacional de Progreso y Comprensión Lectora), que se realiza cada cinco años, sobre la competencia lectora del alumnado de 4.º curso de primaria.
Más allá de las facetas pedagógicas y educativas, la IEA ha realizado estudios sobre la relación e influencia de factores externos, como el bienestar de los alumnos y los docentes como forma de garantizar la recuperación educativa inclusiva. A su vez, en los últimos años se han dedicado recursos al estudio comparativo de la evolución de las habilidades de lectura y comprensión desde el estallido de la pandemia de COVID-19; las conclusiones han arrojado unos malos resultados debido a los efectos que han tenido las medidas aplicadas para la detención de la pandemia sobre los jóvenes en esta materia. Una tendencia similar se detectó ya en la primera fase de la pandemia, en asignaturas como la Matemática.
La formación y habilidades de los profesores de colegio e instituto se engloban en una serie se estudios llamados TEDS (Estudio del Desarrollo y Educación del Profesorado, en España conocido como Estudio Internacional sobre la Formación Inicial). Estos estudios se dividen por asignatura, recibiendo cada asignatura su propia letra (por ejemplo, TEDS-M para Matemática).

## Concepto
La IEA se fundó en 1967 como resultado de un debate entre expertos en pedagogía, psicología educativa, sociología escolar y psicometría, reunidos en el Instituto para el Aprendizaje a lo Largo de Toda la Vida (un organismo de la Unesco en Hamburgo) para analizar los retos de la evaluación objetiva de alumnos y colegios.
La conclusión alcanzada en esa conferencia fue que una correcta evaluación se debería basar, indefectiblemente, en un delicado examen tanto de los factores de entrada como en los de salida, y que solo la comparación y análisis entre una amplia gama de sistemas educativos podría brindar la suficiente variabilidad necesaria para entender y evaluar las relaciones dentro de los distintos sistemas escolares. Con ello se rechazó el método empleado en muchos índices, que solo comparan los méritos y logros relativos entre los distintos sistemas y establecimientos, y se reforzó la postura que tiene como objetivo identificar los factores que pueden ejercer influencias significativas y consistentes en los resultados educativos.